# Justus Danckwerts
Justus Rudolf Friedrich Danckwerts (* 4. Juni 1887 in Pleß, Oberschlesien; † 27. Mai 1969 in Hannover) war ein deutscher Jurist, Verwaltungsbeamter und Politiker.

## Herkunft und Berufsweg bis 1945
Danckwerts, ein Sohn des Wasserbauingenieurs und Professors an der Technischen Hochschule Hannover Justus Danckwerts, besuchte zuletzt das Kaiser-Wilhelm-Gymnasium Hannover, an dem er Ostern 1905 das Abitur ablegte. Er studierte Rechtswissenschaft an der Philipps-Universität Marburg und an der Georg-August-Universität Göttingen. In Marburg wurde er Mitglied des Corps Teutonia. Im Jahre 1910 bestand er das erste juristische Staatsexamen und absolvierte die praktische Ausbildung als Gerichtsreferendar am Amtsgericht Celle und am Amtsgericht Stade sowie am Landgericht Hannover. Er wurde 1911 an der Ruprecht-Karls-Universität Heidelberg zum Dr. iur. promoviert, bestand 1913 das zweite juristische Staatsexamen und wurde Assessor in Harburg. Danckwerts nahm ab 1914 als Soldat am Ersten Weltkrieg teil, wurde 1915 in die polnische Zivilverwaltung (Generalgouvernement Warschau) versetzt und war zunächst als Referent beim Polizeipräsidium in Lodz tätig. Danach fungierte er als kommissarischer Bürgermeister des besetzten Pabianitz. Im Januar 1918 wurde er zum stellvertretenden Kreischef von Lowitsch-Sochatschew ernannt.
Danckwerts kehrte nach dem Kriegsende für kurze Zeit nach Hannover zurück, wo er Dienst beim Magistrat leistete. Er arbeitete seit 1919 als Regierungsassessor und Justiziar auf Probe bei der Bezirksregierung Allenstein, war von 1920 bis 1923 im preußischen Innenministerium tätig und erhielt 1921 die Ernennung zum Regierungsrat. Von 1923 bis 1930 war er als Oberregierungsrat Stellvertreter des Regierungspräsidenten in Stade, danach stellvertretender Regierungspräsident in einem anderen Bezirk. Von 1933 bis 1940 übte er erneut eine Tätigkeit im preußischen Innenministerium aus, zunächst als Ministerialrat, seit 1938 dann als Ministerialdirigent. Er war seit 1937 Verbindungsbeamter zum Heer und wurde 1940 Chef der Militärverwaltung auf dem Balkan. 1943/1944 wurde er nach Angers und Belgrad strafversetzt.

## Verwicklung in den Holocaust
Als Leiter der Abteilung V „Verwaltung“ der Abteilung Kriegsverwaltung beim Generalquartiermeister, Eduard Wagner, und politischer Berater von Hans Georg Schmidt von Altenstadt war Danckwerts am Holocaust beteiligt. Er nahm am 25. August 1941 an einer Sitzung im Hauptquartier des Generalquartiermeisters teil, die den Vorbereitungen der für den 1. September 1941 geplanten Etablierung des Reichskommissariats Ukraine durch zivile, militärische und polizeiliche Stellen gewidmet war. Auf dieser Sitzung ließ der nicht anwesende Höhere SS- und Polizeiführer Russland-Süd Friedrich Jeckeln ausrichten, dass er einen Massenmord an Tausenden von Juden durchführen werde: „Major Wagner erläuterte […]. Bei Kamenetz-Podolsk hätten die Ungarn etwa 11.000 Juden über die Grenze geschoben. In den bisherigen Verhandlungen sei es noch nicht gelungen, die Rücknahme dieser Juden zu erreichen. Der Höhere SS- und Polizeiführer (SS-Obergruppenführer Jeckeln) hoffe jedoch, die Liquidation dieser Juden bis zum 1.9.1941 durchgeführt zu haben.“ Die Teilnehmer der Besprechung blieben trotz der Deutlichkeit dieser Ankündigung ungerührt, das Vorhaben wurde nicht weiter erörtert.  Der Historiker Dieter Pohl bezeichnete dies als Verabredung zum Völkermord, denn kurz nach der Sitzung begann das Massaker von Kamenez-Podolsk, bei dem 23.600 Juden erschossen wurden.

## Nachkriegskarriere
Bei Kriegsende geriet Danckwerts in amerikanische Kriegsgefangenschaft und wurde im Rahmen der Nürnberger Prozesse vernommen. Aus der alliierten Internierung wurde er 1947 entlassen. Im Wilhelmstraßen-Prozess sagte er am 26./27. August 1948 als Entlastungszeuge für Wilhelm Stuckart, einen Teilnehmer der Wannseekonferenz, aus.
Danckwerts war ab 1948 Ministerialrat in der niedersächsischen Staatskanzlei und als solcher Teilnehmer am Verfassungskonvent auf Herrenchiemsee. Nach seiner Pensionierung 1954 wirkte er als Beauftragter für die Vereinfachung und Verbilligung der Landesverwaltung. Außerdem war er seit 1950 Mitglied des Verwaltungsrats des Nordwestdeutschen Rundfunks (NWDR).
Danckwerts amtierte von 1951 bis 1954 als Staatssekretär und Bevollmächtigter des Landes Niedersachsen beim Bund. Er erhielt am 3. Juni 1959 die Niedersächsische Landesmedaille.

## Schriften
- Der Spezifikationskauf: [Paragraph] 375 HGB. Borna-Leipzig: R. Noske 1910, zugleich Diss., Universität Heidelberg
- Der Rechtsschutz in der Verwaltung. Berlin: Industrieverlag Spaeth & Linde [1937] (Grundlagen, Aufbau und Wirtschaftsordnung des national-sozialistischen Staates 26)